# Manolow-Gletscher
Der Manolow-Gletscher (bulgarisch Манолов ледник Manolow lednik) ist ein 3 km langer und 1,3 km breiter Gletscher im Norden der Alexander-I.-Insel westlich der Antarktischen Halbinsel. Auf der Westseite der Havre Mountains fließt er südlich des Osselna- und westlich des Coulter-Gletschers in südwestlicher Richtung zur Lasarew-Bucht, die er nordwestlich des Goleminov Point erreicht.
Britische Wissenschaftler kartierten ihn 1971. Die bulgarische Kommission für Antarktische Geographische Namen benannte ihn 2017 nach dem bulgarischen Komponisten Emanuil Manolow (1860–1902).